# Antikafé

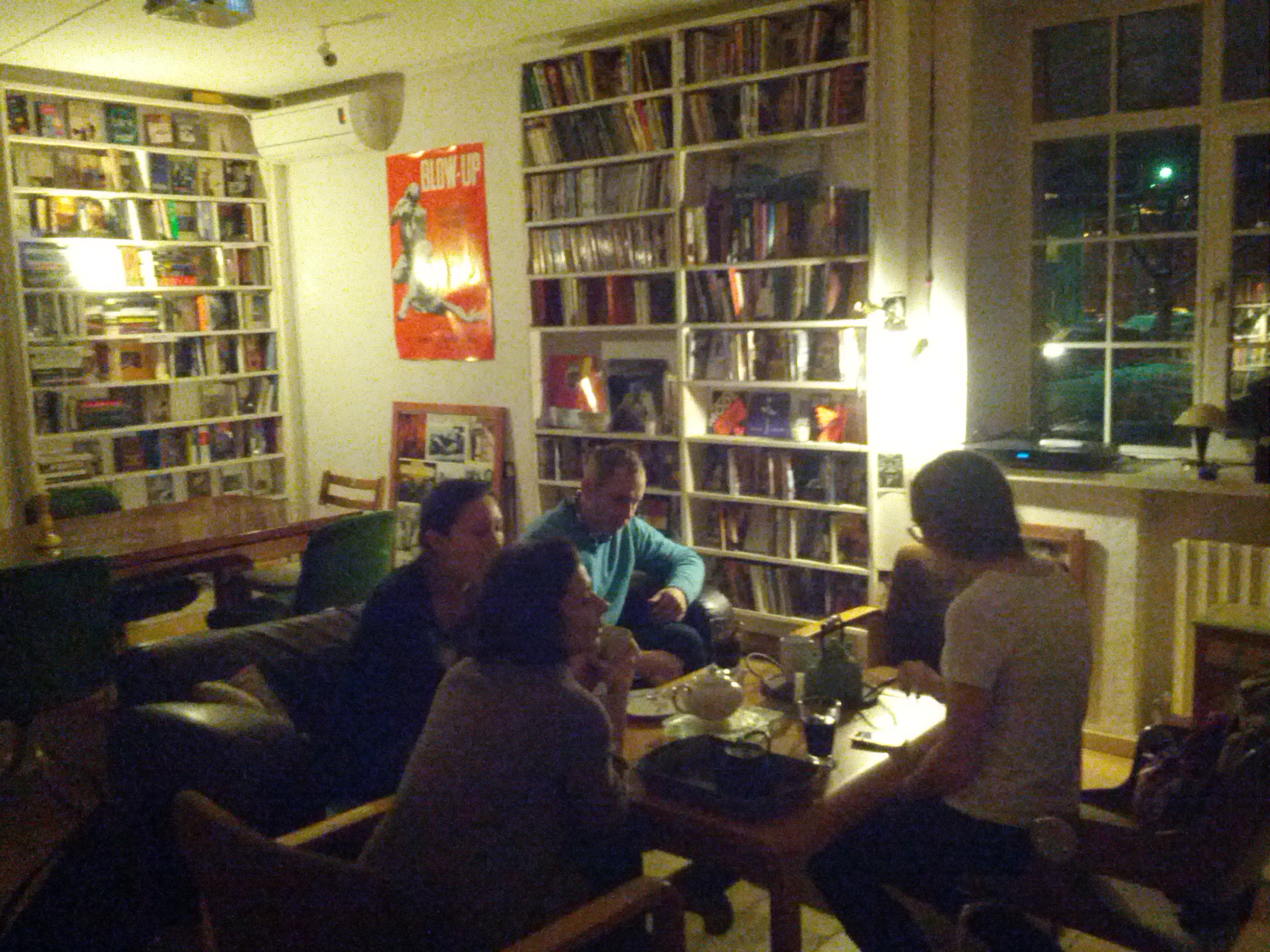
Antikaféet Kaliningrad Creative Library Laboratory (2012). Sedan 2011 har flera antikaféer öppnats i Kaliningrad.

Ett antikafé (även kallat tajmkafé eller tajmklubb) är en plats för möten, arbete och tidsfördriv. Det ser ut som ett kafé eller en klubb, och hyrs av besökarna en stund. I stället för förtäringen betalar man för lokalen där man vistas, men det finns alltid fri tillgång till te, kaffe och kakor, och det råder förbud både mot alkohol, rökning och svordomar. Det är ofta tillåtet att ta med sig egen mat.
Sedan det första antikaféet öppnade 2010 har fenomenet spridit sig snabbt, framförallt i Ryssland och andra delar av Oberoende staters samvälde (OSS). 

## Historia
Idén med att betala för tiden man tillbringar i ett kafé, och inte för förtäringen och tjänsterna som finns där, uppkom i Moskva efter att författaren Ivan Mitin kom på idén. 2010 öppnade Mitin tillsammans med några vänner sitt första ställe med alternativt betalningssystem, Dom na dereve (’huset i trädet’). Kaféets grundare rekommenderade gästerna att betala mellan 100 och 200 ryska rubler (cirka 20–40 svenska kronor), för att täcka lokalhyran i centrum, men det fanns gäster som endast lämnade 10 rubel (cirka 2 kronor) för en hel dag. 
I början av 2011 bestämde sig Mitin för att förändra sitt projekt till ett företag. Först kom Tsiferblat (’urtavlan’) på Pokrovskajagatan med betalningssystemet en minut = en rubel (cirka 20 öre) i september 2011. Därefter har Urtavlor öppnats i Moskva, Kiev, Kazan, Nizjnij Novgorod och Sankt Petersburg. Hösten 2013 meddelade Mitin att öppnandet av nästa Urtavla planeras till London.
Under 2012 öppnade många antikaféer i Ryssland, och framförallt i storstäderna Moskva och Sankt Petersburg. Antikaféer har även öppnats i Vitryssland och Ukraina (Donetsk, Lviv, Charkiv och Poltava).

## Inspirationskällor
Experiment med olika betalningsmodeller har gjorts och görs av restauratörer i hela världen. På Café Deewan i Wien kan besökarna beställa hur mycket mat som helst från menyn och efter eget gottfinnande betala så mycket de vill. På kaféet Sew Over It i London kan man få lära sig att sy. Besökarna erbjuds te, kaffe och cupcakes i obegränsad omfattning; även en symaskin finns att tillgå och hjälp med tillskärning och sömnad. Betalning sker per timme, 5 brittiska pund för 60 minuter (cirka 50 svenska kronor).

## Antikaféer i olika länder

### Frankrike
I centrala Paris finns sedan våren 2013 The AntiCafé, som inspirerats av de ryska antikaféerna. Även här betalar besökarna för vistelsetiden, från två till fyra euro, och då ingår allt, det vill säga utrustning för både arbete och tidsfördriv, kaffe, te, snacks och frukt. Men till skillnad från antikaféerna i Ryssland får besökarna förutom egen mat även ta med öl och vin.

### Vitryssland
I huvudstaden Minsk öppnades det första antikaféet i september 2012, Dom Fisjera. Här kostar vistelsen 300 vitryska rubel (cirka 20 öre) per minut, 18 000 (cirka 12 kronor) för en timme och så vidare. Besökarnas namn och ankomsttid skrivs upp på en tavla och de betalar då de lämnar lokalen. Kaffe, te och kakor är gratis, förbud råder mot alkohol och tobak. Här eftersträvas en hemlik atmosfär med olika rum för olika aktiviteter, både gemensamma och enskilda.